# Моранбон (станция метро)
«Моранбо́н» (кор. 모란봉역) — станция Пхеньянского метрополитена. Расположена на линии Чхоллима между станциями «Кэсон» и «Сынни».
Открыта 6 сентября 1973 года под названием «Тхонъиль» (кор. 통일역 — Воссоединение) в составе пускового участка Пхеньянского метрополитена «Пульгынбёль» — «Понхва».
Рядом со станцией располагаются монумент Чхоллима, Музей Корейской революции, большой монумент Ким Ир Сену и Ким Чен Иру.
Станция была реконструирована в 2019 году: на платформах и эскалаторах были установлены телевизоры, светодиодные дисплеи и электронные карты-путеводители.
В феврале 2024 года, в соответствии с заявлением Ким Чен Ына об официальном отказе от усилий по мирному воссоединению Кореи, станция перестала именоваться «Тхонъиль» — вместо старого названия временно использовалось название просто «Станция» (кор. 역). В августе 2024 года на схемах в метрополитене появилось текущее название станции — «Моранбон» в честь одноимённого холма.